# أكسل سانسون
أكسل سانسون (بالفرنسية: Axel Sanson)‏ فنان فرنسي وهو مشهور برسومات تاريخيات. عرض أعماله في فرنسا وألمانيا.